# Brooke Elby
Brooke Kazuko Elby (* 24. Mai 1993 in Pasadena) ist eine US-amerikanische Fußballspielerin, die seit Juni 2018 bei den Chicago Red Stars in der National Women’s Soccer League unter Vertrag steht.

## Karriere
Während ihres Studiums an der University of North Carolina at Chapel Hill spielte Elby von 2011 bis 2014 für die dortige Universitätsmannschaft der North Carolina Tar Heels. Zusätzlich lief sie von 2013 bis 2014 für die W-League-Teilnehmer Los Angeles Strikers und deren Nachfolgeteam Los Angeles Blues auf. Am Anfang 2015 durchgeführten College-Draft der NWSL nahm sie teil, wurde jedoch von keiner Franchise ausgewählt. In der Saison 2015/16 absolvierte Elby ein Ligaspiel für den australischen Erstligisten Melbourne Victory, ehe sie zur Saison 2016 zu den Boston Breakers wechselte. Nach zwei Jahren in Boston wechselte sie zur Saison 2018 zum Utah Royals FC, der sie bereits im Juni 2018 weiter zu den Chicago Red Stars transferierte.

## Erfolge
- 2014: W-League-Meisterschaft (Los Angeles Blues)